# Abitur
Abitur (alemany: [abiˈtuːɐ̯]) és una titulació atorgada al final d'l'educació secundària a Alemanya, Lituània i Estònia. Es confereix als estudiants que passen els exàmens finals al final de la CINE 3, normalment després de dotze o tretze anys d'escolarització (vegeu també, per a Alemanya, Abitur després de dotze anys). En alemany, el terme Abitur té arrels en la paraula arcaica Abiturium, que al seu torn derivava del llatí abiturus (futur participi actiu d'abire, per tant, "algú que marxarà").
Com a examen de matrícula, Abitur es pot comparar amb els nivells A, el Matura o el Diploma Internacional de Batxillerat, que es classifiquen com a nivell 4 en el marc europeu de qualificacions.

## A Alemanya

### Visió general
El Zeugnis der Allgemeinen Hochschulreife ("certificat de qualificació general per a l'accés a la universitat"), sovint anomenat Abiturzeugnis (" Certificat Abitur "), expedit després que els candidats hagin aprovat els exàmens finals i hagin obtingut les qualificacions adequades tant l'últim com el segon curs passat, és el document que conté les seves qualificacions i els permet formalment assistir a la universitat. Així, engloba les funcions tant d'un certificat de graduació escolar com d'un examen d'accés a la universitat.
El terme oficial a Alemanya d'aquest certificat d'educació és Allgemeine Hochschulreife; la contracció Abi és freqüent en l'ús col·loquial. El 2005, un total de 231.465 estudiants van aprovar l'examen Abitur a Alemanya. Les xifres han augmentat constantment i el 2012, un total de 305.172 estudiants van obtenir l'Allgemeine Hochschulreife. Aquest nombre, que reflecteix els que superen el tradicional Abitur a l'institut, és, però, inferior al recompte total. Sumant (per al 2012) els 51.912 estudiants que van obtenir el Hochschulreife a escoles de formació professional, aquest nombre total augmenta a 357.084. Si també s'afegeixen els quals obtenen la Fachhochschulreife (144.399 el 2012), el total dels que van obtenir el dret a estudiar a una universitat o una Fachhochschule és de 501.483 (2012).

### Història
Fins al segle xviii, totes les universitats alemanyes tenien el seu propi examen d'accés. El 1788 Prússia va introduir l'Abiturreglement, una llei, per primera vegada dins d'Alemanya, que estableix l'Abitur com a qualificació oficial. Posteriorment també es va establir als altres estats alemanys. El 1834 es va convertir en l'únic examen d'accés a la universitat de Prússia i va romandre així en tots els estats d'Alemanya fins al 2004. Des de llavors, l'estat alemany de Hesse permet als estudiants amb Fachhochschulreife estudiar a les universitats d'aquest estat. 

### Equivalència
El nivell acadèmic d'Abitur és comparable al Batxillerat Internacional, el Nivell Avançat GCE i les proves de Col·locació Avançada. De fet, els requisits d'estudi per al batxillerat internacional difereixen poc dels requisits de l'examen alemany. És l'únic certificat d'abandonament escolar de tots els estats d'Alemanya que permet al graduat (o Abiturient) traslladar-se directament a la universitat. La resta de certificats d'abandonament escolar, el Hauptschulabschluss i el Realschulabschluss, no permeten als seus titulars matricular-se a una universitat. Els certificats concedits de Hauptschulabschluss o Realschulabschluss poden obtenir una Fachhochschulreife especialitzada o un Abitur si es graduen en una Berufsschule i després assisteixen a Berufsoberschule o es graduen en una Fachoberschule .
Tanmateix, l'Abitur no és l'únic camí cap als estudis universitaris, ja que algunes universitats organitzen les seves pròpies proves d'accés. Els estudiants que hagin superat amb èxit un "Begabtenprüfung" ("prova d'aptitud") també són elegibles. Els estudiants d'altres països que tinguin un certificat d'abandonament escolar que no es consideri equivalent a l'Abitur (com el diploma nord-americà de batxillerat) i que tinguin prou resultats a la prova ACT o SAT, també poden entrar a les universitats alemanyes. Una persona que no tingui l'Abitur i no faci una prova d'aptitud pot continuar sent admesa a la universitat completant almenys el 10è grau i fent un bon examen de QI (vegeu: Hochbegabtenstudium).

#### Altres qualificacions anomenadesAbituren ús col·loquial
En alemany, el batxillerat europeu s'anomena europäisches Abitur i el batxillerat internacional s'anomena internationales Abitur, ambdós no confondre’s amb l'Abitur alemany.
El terme Fachabitur es va utilitzar a tota Alemanya Occidental per a una variació de l'Abitur fins als anys noranta; el terme oficial per a la qualificació alemanya és fachgebundene Hochschulreife. Aquesta titulació inclou només una llengua estrangera (normalment, anglès). L'Abitur, en canvi, sol requerir dues llengües estrangeres. El Fachabitur també permet que el graduat comenci a estudiar a una universitat, però es limita a una gamma específica de majors, en funció de les assignatures específiques que es tractin en els seus exàmens de Fachabitur. Però al graduat se li permet estudiar per a totes les especialitats en una Fachhochschule (Universitat de Ciències Aplicades, en certa manera comparable a la politècnica). Avui, el certificat d'abandonament escolar s'anomena fachgebundenes Abitur ("assignatura restringida Abitur") .
Ara el terme Fachabitur s'utilitza a la majoria de zones d'Alemanya per a la Fachhochschulreife (FHR). Es va introduir a l'Alemanya Occidental als anys setanta juntament amb el Fachhochschulen. Permet al graduat començar a estudiar a una Fachhochschule i, a Hesse, també a una universitat d'aquest estat. Als gimnasos d'alguns estats s'atorga l'any anterior a l'assoliment de l'Abitur. Tot i això, la forma normal d'obtenir Fachhochschulreife és la graduació d'una Fachoberschule alemanya, una escola professional professional, també introduïda als anys setanta.
El terme Notabitur ("Abitur d' emergència") descriu una qualificació utilitzada només durant la Primera Guerra Mundial i la Segona Guerra Mundial. Es va concedir als estudiants masculins del Gimnàs alemany que es van allistar voluntàriament per al servei militar abans de graduar-se, així com a les dones joves que van ser evacuades de les principals ciutats abans de poder completar els estudis del Gimnàs tal com estava previst (aproximadament de tres a cinc milions de nens i adolescents van haver de ser evacuats durant la guerra). El Notabitur durant la Primera Guerra Mundial va incloure un examen, aproximadament equivalent a l'examen Abitur. El Notabitur de la Segona Guerra Mundial, en canvi, es va concedir sense examen. Després de la guerra, això suposava un desavantatge important per als estudiants afectats, ja que, a diferència del seu homòleg de la Primera Guerra Mundial, el certificat no es reconeixia generalment a Alemanya Occidental i mai a Alemanya Oriental. Les universitats van sol·licitar que l'Abitur consistís en exàmens escrits que incloguessin almenys dues llengües estrangeres (gairebé sempre el llatí i el francès, aquest últim de vegades substituït per l'anglès). Als estudiants, que van rebre el Notabitur durant la Segona Guerra Mundial, se’ls va proposar tornar a entrar a l'escola per preparar-se i presentar-se a l'examen un cop acabada la guerra. Aquestes classes especials de preparació d'Abitur estaven formades per adults joves de diferents edats i sexes, cosa que era molt inusual en aquell moment.

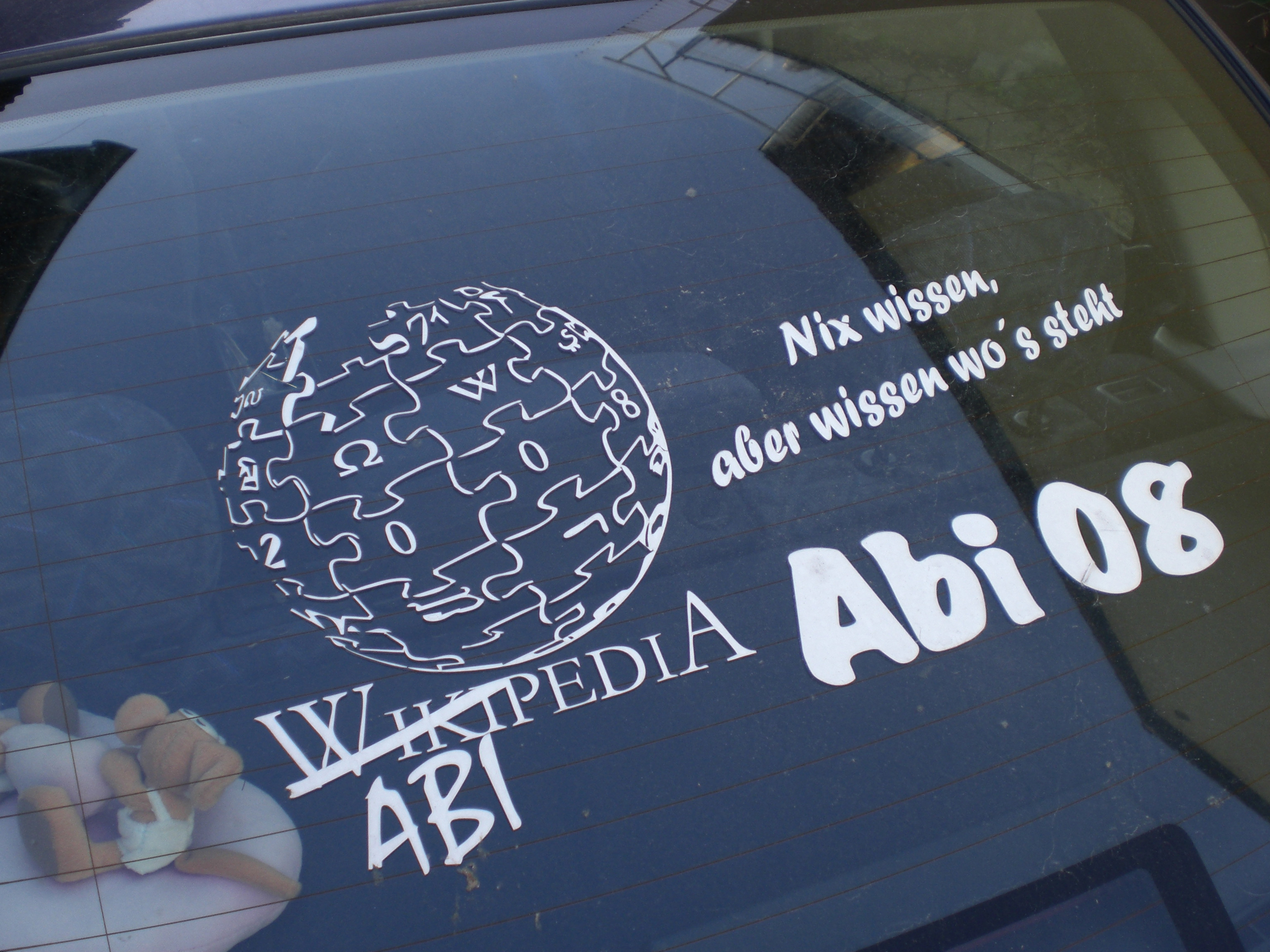
Aquest graduat alemany (Abiturient) va escriure al seu cotxe: "Classe del 2008: sense saber res, però sabent on està escrit. Abipedia "(una paraula portmanteau compilada des d' Abitur i Wikipedia)

### Certificat de graduació de batxillerat equivalent en altres països
El certificat de graduació equivalent a la República Txeca, Àustria, Polònia i altres països de l'Europa continental és el Matura; mentre que a Anglaterra, Gal·les, Irlanda del Nord, Hong Kong, Singapur i les Índies Occidentals, té nivells A; a Escòcia és de grau superior; a la República d'Irlanda és el Leaving Certificate; a Grècia i Xipre és l'«apolytirion» (una mena de títol de batxillerat); a Malta és el certificat de matriculació (MATSEC), a Hongria se l'anomena érettségi bizonyítvány aproximadament equivalent a la frase alemanya Zeugnis der Allgemeinen Hochschulreife ja que s'origina a partir de la monarquia austrohongaresa.
A Austràlia, el certificat de graduació atorgat als estudiants de secundària és el Certificat d'Educació Secundària Sènior (SSCE). No obstant això, el nom de SSCE varia d'un estat a un altre. A Victòria, s'anomena el Certificat d'Educació Victoriana (VCE); a Nova Gal·les del Sud s'anomena Higher Schools Certificate (HSC).
A l'Índia diversos estats el denominen de manera diferent. Cada estat indi té el seu propi tribunal d'exàmens, alguns estats tenen el seu propi sistema de proves d'entrada. La superació de l'examen especificat capacita l'estudiant per accedir al programa de pregrau d'una universitat. Per exemple, als estats d'Andhra Pradesh i Telangana, això es coneix com Board of Intermediate Examination (BIE).
Per a programes professionals, especialitzats i institucions amb bona reputació, hi ha proves d'accés. Per a l'enginyeria, hi ha un examen conjunt d'accés d'enginyeria a tots els nivells de l'Índia. Per a estudiants de pregrau metges MBBS programes hi ha una prova nacional de selecció i entrada conegut com NEET-UG nacional de selecció i prova de l'entrada dut a terme a tota l'Índia. També hi ha un examen de tot l'Índia realitzat per la Junta Central d'Educació Secundària CBSE, la certificació es coneix com a Certificat Secundari Superior (HSC).

### Exàmens
Durant els exàmens finals (Abiturprüfungen), els estudiants fan proves en quatre o cinc assignatures (almenys una de les quals és oral). Els procediments varien segons l'estat.
| Curs                         | Tipus d'examen |
| ---------------------------- | --- |
| 1r curs avançat              | Escrit |
| 2n curs avançat              | Escrit |
| Curs bàsic o 3r curs avançat | Escrit |
| Curs bàsic                   | Oral |
| Curs bàsic                   | Oral, presentació o BLL (literalment "èxit d'aprenentatge excepcional", un treball de 20 pàgines o èxit en una competició reconeguda) |

Tot i que l'estudiant tria algunes assignatures provades, cal cobrir tres àrees:
- Llengua, literatura i arts
  - Alemany, sòrab (a Saxònia i Brandenburg), llengües estrangeres (típicament anglès, francès, llatí, grec antic, espanyol, italià o rus; rarament neerlandès, xinès, japonès, hebreu antic, turc, grec modern, portuguès o polonès).
  - Música, arts visuals o escèniques, literatura
- Ciències Socials
  - Ciències polítiques, història, geografia, economia
  - Psicologia, filosofia, religió, ètica
- Matemàtiques, ciències naturals i tecnologia
  - Matemàtiques, física, química, biologia
  - Informàtica, tecnologia, ciències nutricionals
- Esports

Ocasionalment, les escoles (especialment berufsorientierte Gymnasien) ofereixen assignatures professionals com pedagogia, informàtica empresarial, biotecnologia i enginyeria mecànica.
Els exàmens finals se solen fer de març a maig o juny. Cada examen escrit de nivell bàsic dura aproximadament tres hores; els exàmens de nivell avançat triguen quatre hores i mitja i els exàmens escrits són en format assaig. Els exàmens orals duren uns 20 minuts. Els treballs són qualificats per almenys dos professors de l'escola. En algunes parts d'Alemanya, els estudiants poden preparar una presentació, fer treballs d'investigació o participar en un concurs i poden fer exàmens orals addicionals per aprovar l'Abitur si l'examen escrit és deficient.
Abans de la reunificació, els exàmens Abitur es feien localment a Alemanya Occidental, però Baviera ha dut a terme exàmens centralitzats (Zentralabitur) des de 1854. Després de la reunificació, la majoria dels estats de l'antiga Alemanya de l'Est van continuar els exàmens centralitzats i, a principis del segle xxi, molts estats van adoptar els exàmens centralitzats. El 2013, tots els altres estats, excepte Rheinland-Pfalz, també van introduir exàmens escrits centralitzats almenys en les assignatures bàsiques (alemany, matemàtiques i la primera llengua estrangera, generalment anglès). Els exàmens s'estructuren de la següent manera:
- Alemany: trien 1 de cada 3 tasques. Els temes solen ser poesia lírica, literatura clàssica i contemporània o lingüística (història i canvis en la llengua). Cada tasca se sol dividir en dues o tres parts.
- Anglès: trieu 1 de cada 3 tasques. Els temes poden variar, però generalment estan relacionats amb la identitat personal i el multiculturalisme, la ciència i la tecnologia o el canvi ambiental i la globalització (política, economia i cultura). Poques vegades s'ensenya literatura clàssica i els estudiants s'ocupen principalment de la literatura del segle passat. Cada tasca consta de tres parts: comprensió (resum), anàlisi i interpretació i comentari i discussió.
- Matemàtiques: escolliu tres de les sis tasques, una a cada àrea: càlcul diferencial i integral, geometria analítica i àlgebra lineal i teoria de la probabilitat. Cada tasca sol dividir-se en cinc o sis tasques més petites.

El Kultusministerkonferenz (KMK) de diversos estats va ampliar els exàmens a temes científics i ciències socials. Els exàmens de física i química inclouen un experiment que s'ha de realitzar i analitzar.

### Puntuació
Cada semestre, d'una assignatura estudiada en els darrers dos anys, segons la qualificació acadèmica a Alemanya, s'obtenen fins a 15 punts per a un estudiant, on els cursos avançats tenen un doble. Els exàmens finals es compten per quatre.
El sistema exacte de puntuació depèn del Bundesland, en què es pren Abitur. Per aprovar l'Abitur normalment cal una puntuació composta d'almenys el 50%. Els estudiants amb una puntuació inferior a aquest mínim no reben un Abitur. Hi ha algunes altres condicions que l'estudiant també ha de complir per rebre l'Abitur: cursar cursos obligatoris en matèries seleccionades i limitar el nombre de notes no superades en assignatures bàsiques. Finalment, els estudiants sovint tenen l'opció d'ometre alguns cursos de la seva puntuació composta si han pres més cursos del mínim exigit.
Es pot aconseguir la millor nota d'1,0 si la puntuació oscil·la entre els 823 i els 900 punts; la fracció d'estudiants que aconsegueixen aquesta puntuació sol ser al voltant del 0,2 al 3%, fins i tot entre la població ja selectiva de candidats a Abitur. Al voltant del 12 al 30% dels candidats a Abitur aconsegueixen qualificacions entre l'1,0 i l'1,9.
| Sistema de grau alemany de gimnàs | Sistema de grau alemany de gimnàs | Sistema de grau alemany de gimnàs                                                                          | Sistema de grau alemany de gimnàs       | Sistema de grau alemany de gimnàs                     |
| --------------------------------- | --------------------------------- | --- | --------------------------------------- | ----------------------------------------------------- |
| Graus per educació                | Graus per educació                | Descriptor                                                                                                 | Equivalent                              | Equivalent                                            |
| Classificació                     | Grau Abitur                       | | Sistema nord-americà (aproximadament) ) | Sistema del Regne Unit (aproximadament) [baix-romà 1] |
| 15 punts                          | 1.0                               | "sehr gut" (molt bo: un èxit destacat)                                                                     | A                                       | A *                                                   |
| 14 punts                          | 1.0                               | "sehr gut" (molt bo: un èxit destacat)                                                                     | A                                       | A *                                                   |
| 13 punts                          | 1.3                               | "sehr gut" (molt bo: un èxit destacat)                                                                     | A                                       | A                                                     |
| 12 punts                          | 1.7                               | "intestí" (bo: un assoliment substancialment superior a la mitjana)                                        | A                                       | A                                                     |
| 11 punts                          | 2.0                               | "intestí" (bo: un assoliment substancialment superior a la mitjana)                                        | A−                                      | B                                                     |
| 10 punts                          | 2.3                               | "intestí" (bo: un assoliment substancialment superior a la mitjana)                                        | A−                                      | B                                                     |
| 9 punts                           | 2.7                               | "befriedigend" (satisfactori: un assoliment que es correspon amb els requisits mitjans)                    | B +                                     | C                                                     |
| 8 punts                           | 3.0                               | "befriedigend" (satisfactori: un assoliment que es correspon amb els requisits mitjans)                    | B                                       | C                                                     |
| 7 punts                           | 3.3                               | "befriedigend" (satisfactori: un assoliment que es correspon amb els requisits mitjans)                    | B−                                      | C                                                     |
| 6 punts                           | 3.7                               | "ausreichend" (suficient: un assoliment que amb prou feines compleix els requisits)                        | C                                       | D                                                     |
| 5 punts                           | 4.0                               | "ausreichend" (suficient: un assoliment que amb prou feines compleix els requisits)                        | D                                       | E                                                     |
| 4 punts                           | N / A                             | "mangelhaft" / "ungenügend" / "nicht bestanden" (insuficient / fallit: èxit que no compleix els requisits) | F                                       | U (sense classificar)                                 |
| 3 punts                           | N / A                             | "mangelhaft" / "ungenügend" / "nicht bestanden" (insuficient / fallit: èxit que no compleix els requisits) | F                                       | U (sense classificar)                                 |
| 2 punts                           | N / A                             | "mangelhaft" / "ungenügend" / "nicht bestanden" (insuficient / fallit: èxit que no compleix els requisits) | F                                       | U (sense classificar)                                 |
| 1 punt                            | N / A                             | "mangelhaft" / "ungenügend" / "nicht bestanden" (insuficient / fallit: èxit que no compleix els requisits) | F                                       | U (sense classificar)                                 |
| 0 punts                           | N / A                             | "mangelhaft" / "ungenügend" / "nicht bestanden" (insuficient / fallit: èxit que no compleix els requisits) | F                                       | U (sense classificar)                                 |

### Estadístiques
Històricament, molt poques persones van rebre el seu Abitur a Alemanya perquè moltes feines atractives no en requerien cap. El nombre de persones que tenen Abitur ha augmentat constantment des de la dècada de 1970, i els treballadors més joves tenen més probabilitats de tenir l'Abitur que els més grans. El percentatge d'estudiants qualificats per a l'educació terciària continua sent inferior a la mitjana de l'OCDE.
Percentatge d'estudiants que es graduen amb Abitur o FHR (Studienberechtigtenquote):
| Curs        | 2000  | 2001  | 2002  | 2003  | 2004  | 2005  | 2006  | 2007  | 2008  | 2009  | 2010  |
| ----------- | ----- | ----- | ----- | ----- | ----- | ----- | ----- | ----- | ----- | ----- | ----- |
| Percentatge | 37,2% | 36,1% | 38,2% | 39,2% | 41,5% | 42,5% | 43,4% | 44,5% | 45,1% | 46,5% | 49,0% |

Percentatge d'empleats que ocupen llocs sostenint Hauptschulabschluss ', Realschulabschluss o Abitur a Alemanya:
|                     | 1970  | 1982  | 1991  | 2000  |
| Hauptschulabschluss | 87,7% | 79,3% | 66,5% | 54,9% |
| Realschulabschluss  | 10,9% | 17,7% | 27%   | 34,1% |
| Abitur              | 1,4%  | 3%    | 6,5%  | 11%   |

## L'Abitur Internacional
L'International Abitur s'ofereix a escoles fora d'Alemanya acreditades pel govern alemany. Els cinc exàmens Abitur (tres exàmens escrits i dos exàmens orals) són de les següents matèries: literatura alemanya, història o economia europea o matemàtiques o ciències naturals o llengua. Al febrer de l'any superior (grau 12), tots els estudiants presenten els exàmens escrits de l'Abitur internacional alemany en tres assignatures, inclòs l'alemany. A finals de primavera, els estudiants tenen exàmens orals obligatoris en dues assignatures, que són supervisades per un funcionari educatiu alemany. El GPA final inclou qualificacions tant de júnior com de sènior, així com per als cinc exàmens Abitur. El diploma final que reben els estudiants després de superar amb èxit aquests exàmens els permet optar a l'admissió a universitats d'Alemanya.